# L'esule di Granata
L'esule di Granata és una òpera en dos actes composta per Giacomo Meyerbeer sobre un llibret italià de Felice Romani. S'estrenà al Teatro alla Scala de Milà el 12 de març de 1822.

## Origen i context

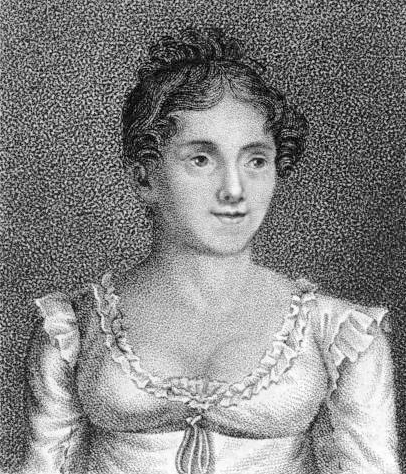
Benedetta Rosmunda Pisaroni, creadora del rol d'Almanzor

Com era gairebé preceptiu, Giacomo Meyerbeer abans de triomfar a París i imposar-se com l'adalil de la Grand opéra, va tenir la seva etapa compositiva italiana. Fortament influenciada, com tots els seus col·legues, ja que no hi havia elecció possible, pel model rossinià, aquestes partitures exigeixen un complicat planter vocal i, sovint ja, un complex muntatge escènic.
El títol més destacat d'aquest període és Il crociato in Egitto, però n'hi ha d'altres que mereixen l'atenció, com Semiramide riconosciuta (estrenada quatre anys abans que la de Rossini i amb el mateix llibretista Gaetano Rossi). D'aquesta època italiana és L'esule di Granata.
La història de L'esule di Granata es basa en una clàssica enemistat entre famílies amb un jove i una jove de cadascuna enamorats entre si. En aquest cas el rerefons és la lluita de poder entre els Abenserraigs i els Zegrins, narrada per l'escriptor Ginés Pérez de Hita al llibre Història de les guerres civils de Granada.

## Representacions
L'esule di Granata va veure la llum a Milà el 12 de març de 1822, temporada en què va compartir cartell a la Scala amb títols de Rossini, Donizetti, Mercadante, Coccia, Mosca, Pucitta i Pavesi. Comptava amb decorats de Sanquirico i van cantar ni més ni menys que Luigi Lablache (Sulemano), Rosamunda Pisaroni (Almanzor) i Adelaida Tosi (Azemar). Lablache, per situar-lo, estrenaria I Puritani i Don Pasquale entre molts mèrits a favor, la Pisaroni va ser la gran contralt de la seva generació per a qui Rossini escriuria Andromaca d'Ermione o Malcolm de La donna del lago, la Tosi, finalment, a la qual Donizetti dedicà diverses exigents heroïnes.	

## Personatges
| Paper                                        | Tipus de veu     | Estrena, 12 de març de 1822 (Director:Giacomo Meyerbeer) |
| -------------------------------------------- | ---------------- | -------------------------------------------------------- |
| Almanzor, rei de Granada, enamorat d'Azema   | soprano-contralt | Benedetta Rosmunda Pisaroni                              |
| Azema, jove princesa                         | soprano          | Adelaide Tosi                                            |
| Sulemano, antic rei de Granada, pare d'Azema | baix             | Luigi Lablache                                           |
| Alamar, cap dels Zegridi                     | tenor            | Berardo Winter                                           |
| Alí, oficial d'Alamar                        | baix             | Carlo Siber                                              |
| Omar, cap dels Abenseragi                    | baix             | Lorenzo Biondi                                           |
| Fàtima, criada d'Azema                       | mezzosoprano     | Carolina Sivelli                                         |

## Argument
Lloc: Granada
Època: ca. any 1490
Una disputa entre dues dinasties, els Abenseragi i el Zegridi, proporciona l'acció de la trama. Tot i l'odi entre les dues famílies, Almanzor, un governant Abenseragi, i Azema, una jove princesa Zegridi, s'han enamorat i desitgen casar-se. Quan el pare d'Azema, que ha estat desterrat, s'adona d'això, torna a Granada i inicia un complot per assassinar Almanzor. Tanmateix, es descobreix la conspiració i s'evita l'assassinat. Azema demana a Almanzor que perdoni al seu pare, que ho fa, i Azema i Almanzor es casen, amb la lògica alegria general.